# Бёртон, Роберт (учёный)
Роберт Бёртон (англ. Robert Burton, 8 февраля 1577 — 25 января 1640) — английский священнослужитель, писатель и учёный, автор энциклопедического сочинения «Анатомия меланхолии».

## Биография
Родился в Линдли (графство Лестершир), большую часть жизни провел в Оксфорде. Получил образование в Оксфордском университете. Всю жизнь работал библиотекарем в Крайст-Чёрч-колледже университета. Кроме того, он был викарием Церкви Св. Томаса (Оксфорд), а позже был ректором в Сигрэйв, Лестершир.
В 1593, после учёбы в школах Саттон-Колдфилда и Нанитона (графство Уорикшир), поступил в Брэйзноз-колледж Оксфордского университета, в 1599 был избран членом совета Крайст-Чёрч-колледжа. В 1602 Бёртон получил степень бакалавра искусств, в 1605 — магистра. В 1616 — бакалавра богословия; работал в колледже наставником и библиотекарем. В Крайст-Чёрч вел жизнь учёного-затворника, посвятив себя занятиям медициной, математикой, астрологией и географией. Первым замечательным произведением Бёртона была комедия «Псевдофилософ» (Philosophaster), написанная на латыни в 1606 и поставленная одиннадцатью годами позже в Крайст-Чёрч.
Умер Бёртон в своей квартире в Крайст-Чёрч-колледже.

## Анатомия Меланхолии
«Анатомия Меланхолии» — magnum opus Бёртона, впервые опубликованный в 1621 году под псевдонимом Демокрит Младший:

Бертона называли «английским Монтенем». Его можно было бы назвать «барочным Монтенем». Пафос познания человека заменен у него любопытством к патологии человека. Книга его состоит из причудливого скопления самого разнообразного материала о разных формах и проявлениях «меланхолии» в её старом понимании — ненормального разлития «черной желчи». Характерно для барокко его всеядное любопытство, не направляемое никаким пафосом, и внимание к ненормальным и болезненным формам сознания.— Д. Мирский
Изначально Бёртон ставил перед собой цель проанализировать меланхолию, исследовать её причины и следствия. Однако он несколько раз вносил в неё дополнения и исправления, увеличив в объёме в несколько раз. В итоге книга охватывает гораздо больше областей человеческой жизни, включая науку, историю, политику и социальные реформы.
В части «Анатомии», посвященной любовной страсти, Бёртон приводит отрывок из сочинения Филострата: историю ламии, принявшей женский облик и соблазнившей юного философа. Много позже, в 1819 году, этот сюжет в пересказе Бёртона вдохновит английского романтика Джона Китса на написание поэмы «Ламия».

## Публикации на русском языке
- Анатомия Меланхолии/ Перевод, статьи и комментарии А. Г. Ингера. М.: Прогресс-Традиция, 2005